# Autoroute des Deux Mers

Autoroute A61/A62

Die Autoroute A61/A62 (Autoroute des Deux-Mers) ist eine der wenigen  französischen Autobahnen, die nicht sternförmig von Paris ausgehen, sondern als Transversale das Mittelmeer bei Sète und den Atlantik bei Bordeaux am nordöstlichen Fuß der Pyrenäen verbindet. 

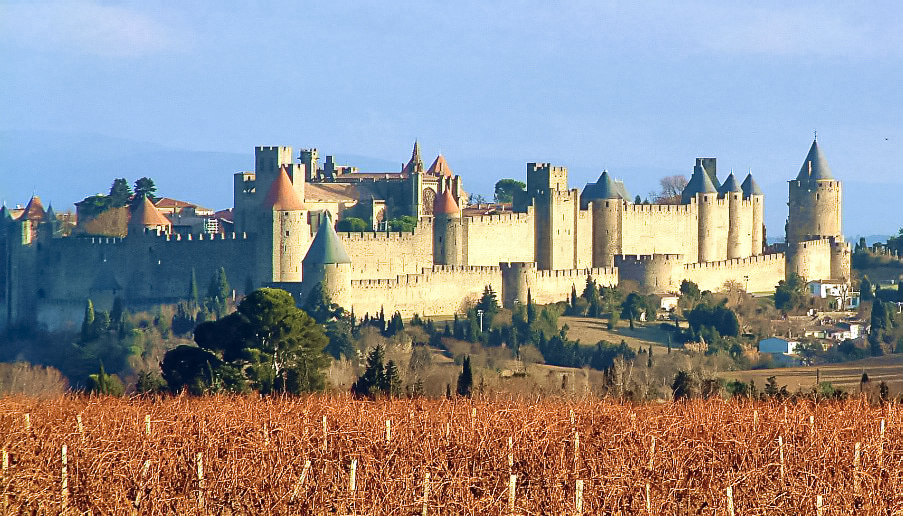
Carcassonne, Frankreich: Wallanlage des Hochmittelalters

Sie besteht aus der A61 Narbonne – Toulouse (der östliche Abschnitt), der Umfahrung von Toulouse und der A62 Toulouse – Bordeaux (westlicher Abschnitt; insgesamt 377 km). 
Sie ist auch Teil des Europastraßennetzes: E 80. Sie wird von der ASF verwaltet.
Ihre Streckenführung folgt der historischen Schiffsverbindung des Canal du Midi im Tal der Garonne und des Tarn. Sie führt u. a. an der Welterbestadt Carcassonne vorbei. 

## Weblink
- Autoroutes du sud de la France (ASF) (französisch)